# 라이어 라이어 (소설 시리즈)
라이어 라이어(ライアー・ライアー, Liar, Liar)는 쿠오 하루키가 글을 쓰고 코노미가 그림을 그린 일본의 로맨틱 코미디 라이트 노벨 시리즈이다. 미디어팩토리는 2019년 4월부터 2023년 11월까지 MF문고 J 각인으로 15권을 출판했다. 유키나 후나의 삽화가 포함된 만화 각색판은 2019년 8월부터 미디어팩토리의 청년 만화 잡지 월간 코믹 얼라이브에 연재되었다. Geek Toys의 각색 애니메이션 TV 시리즈는 2023년 7월부터 9월까지 방영되었다.

## 구성
학원섬(学園島)에서는 일정 수의 스타를 대상으로 진행되는 '게임'을 통해 모든 것이 결정되며, 가장 강한 학생에게는 세븐스타 등급이 부여된다. 전학생 시노하라 히로토는 뜻밖에도 최강 황후 사이온지 사라사를 꺾고 학교 내 최강자가 되어 사라사의 정체를 충격적으로 밝혀낸다. 거짓말과 허세의 심리 게임이 시작되면서 히로토와 가짜 사라사 모두를 기다리고 있던 더 어두운 과거도 놓여 있다.